# Liste der Bürgermeister der Marktgemeinde Obritzberg
Die Marktgemeinde Obritzberg-Rust besteht aus zwei ehemaligen Gemeinden, die 1971 zusammengelegt wurden: Die Gemeinde Obritzberg-Rust und die Gemeinde Hain.
Diese ehemalige Gemeinde Obritzberg-Rust bestand wiederum aus der Gemeinde Obritzberg und der Gemeinde Kleinrust. Diese hatten eine wechselvolle gemeinsame Geschichte (auch deshalb, da sie seit Bestehen der Pfarre Obritzberg diese gemeinsame Pfarre bilden): Bis 1884 als eine – gemeinsame – Gemeinde „Obritzberg“, danach bis 1966 als getrennte Gemeinden, ab 1967 wieder zusammengelegt als eine Gemeinde „Obritzberg-Rust“. Die Gemeinde „Kleinrust“ bestand daher nur von 1884 bis 1966.
1971 wurde die Gemeinde Hain im Rahmen einer Gemeindezusammenlegung an die bestehende Gemeinde Obritzberg-Rust eingegliedert, dadurch entstand die heutige Großgemeinde Obritzberg-Rust.
1988 wurde ein Gemeindewappen verliehen, 2004 wurde die Gemeinde Obritzberg-Rust zur Marktgemeinde erhoben.

## Liste der Bürgermeister

### Gemeinde Obritzberg (einschl. Rust): Von 1850 bis 1884
- 1850–1879: Karl Mühleder, Kaufmann und Schneider aus Obritzberg
- 1879–1882: Josef Holzinger, Bauer aus Kleinrust
- 1882–1884: Josef Binder, Bauer aus Großrust

### Gemeinde Obritzberg: Von 1884 bis 1966
- 1884–1894: Karl Mühleder, Kaufmann aus Obritzberg
- 1894–1900: Michael Hiessberger, Fleischhauer aus Obritzberg
- 1900–1919: Josef Steiner, Bauer aus Grünz
- 1919–1938: Franz Neuhauser, Bauer aus Eitzendorf
- 1938–1940: Hans Mörbe, Lehrer aus Obritzberg
- 1940–1943: Josef Strohdorfer, Bauer aus Grünz
- 1943–1945: Karl Persch, Bauer aus Grünz
- 1945–1955: Karl Schrefl, Bauer aus Obritzberg
- 1955–1960: Karl Stockinger, Bauer aus Schweinern
- 1960–1965: Franz Parsch, Transportunternehmer aus Neustift
- 1965–1966: Leopold Amon, Bauer aus Schweinern

### Gemeinde Kleinrust: Von 1884 bis 1966
- 1884–1891: Josef Binder, Bauer aus Großrust
- 1891–1894: Michael Binder, Bauer aus Untermerking
- 1894–1908: Josef Binder, Bauer aus Großrust
- 1908–1925: Johann Eckl, Bauer aus Großrust
- 1925–1938: Josef Binder, Bauer aus Großrust
- 1938–1945: Karl Bracher, Bauer aus Kleinrust
- 1945–1947: Steinwendtner, Bauer aus Kleinrust
- 1947–1948: Franz Weissmann, Bauer aus Obermerking
- 1948–1956: Karl Unfried, Bauer aus Großrust
- 1956–1960: Franz Nolz, Bauer aus Kleinrust
- 1961–1966: Franz Zwedorn, Bauer aus Großrust

### Gemeinde Obritzberg-Rust (noch ohne Hain): Von 1967 bis 1970
- 1967–1970: Leopold Amon, Bauer aus Schweinern

### Gemeinde Hain: Von 1850 bis 1970
- 1850–1866: Leopold Messerer, Bauer aus Großhain
- 1866–1877: Franz Rosenberger, Bauer aus Diendorf
- 1877–1891: Franz Braun, Bauer aus Großhain
- 1891–1894: Karl Kaiblinger, Bauer aus Zagging
- 1894–1900: Anton Stockinger, Bäckermeister aus Kleinhain
- 1900–1909: Karl Stelzhammer, Bauer aus Großhain
- 1909–1920: Josef Gamsjäger, Bauer aus Zagging
- 1920–1938: Anton Bandion, Kaufmann aus Kleinhain
- 1938–1939: Johann Rathner, Gastwirt aus Großhain
- 1939–1945: Karl Gleissner, Bauer aus Angern
- 1945–1948: Josef Schuster, Bauer aus Großhain
- 1948–1957: Josef Pfeiffer, Bauer aus Kleinhain
- 1957–1970: Franz Böck, Bauer aus Greiling

### Gemeinde Obritzberg-Rust (mit Hain): Ab 1971
- 1971–1992: Leopold Amon, Bauer aus Schweinern
- 1992–1997: Franz Gamsjäger, Landwirt aus Zagging
- 1997–2007: Franz Lahmer, Landwirt aus Großrust
- 2007–2013: Andreas Dockner, Angestellter aus Fugging (13. April 2007 – 9. Dezember 2013)
- 2013–2017: Gerhard Wendl, Landwirt aus Großrust (19. Dezember 2013 – 5. April 2017)
- ab 2017: Daniela Engelhart (ab 19. April 2017)